# Grooming (paardensport)
Grooming is een van oorsprong Engelse term voor verzorging die ook in de Nederlandse paardensport gehanteerd wordt.

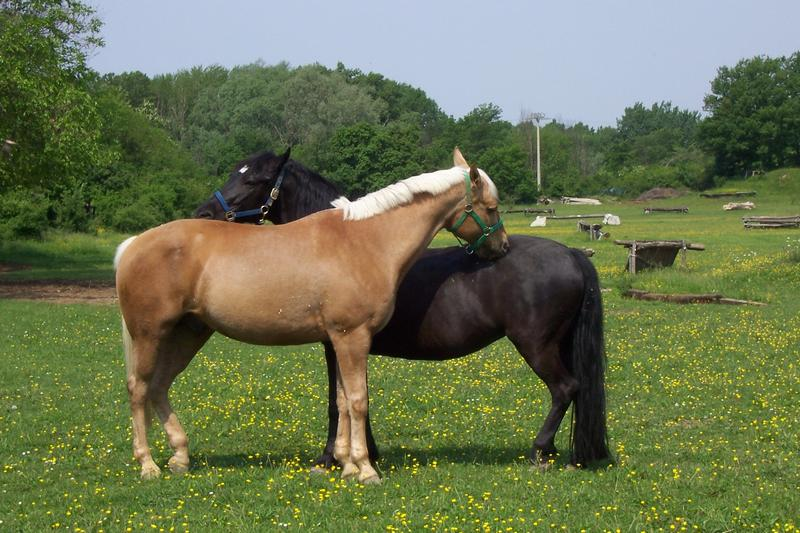
Tijdens het groomen tonen de paarden elkaar waar zij graag gekrabd willen worden.

Er zijn vier (deel)betekenissen te onderscheiden:
1. De Engelse term waarmee de vachtverzorging van dieren onder elkaar wordt bedoeld, in het bijzonder van paarden. Van nature groomen paarden elkaar door wederzijds kroelen en bijten in de manen of op de rug om jeuk te verminderen.
2. In het Nederlands, zowel als in het Engels, is groomen het poetsen van een paard of pony, hiermee wordt de totale vacht -en lichaamsverzorging bedoeld.
3. Het beroep groom: een professionele paardenverzorger, die kennis heeft van de gezondheid, voeding en uiterlijke verzorging van een paard.
4. De groom als hulpkoetsier die van het rijtuig stapt om portieren te openen voor gasten, het tuig te controleren en voor de paarden te gaan staan tijdens pauzes. Hij of zij helpt ook bij het optuigen, aftuigen en drenken van de paarden. Een hulpkoetsier in livrei noemt men een 'palfrenier'.

Een oudere aanduiding voor grooming in de zin van verzorging van het uiterlijk van paarden is 'toiletteren'. Dit kan inhouden het invlechten van de manen en het invetten van de hoeven.

## Afbeeldingen

Grooming
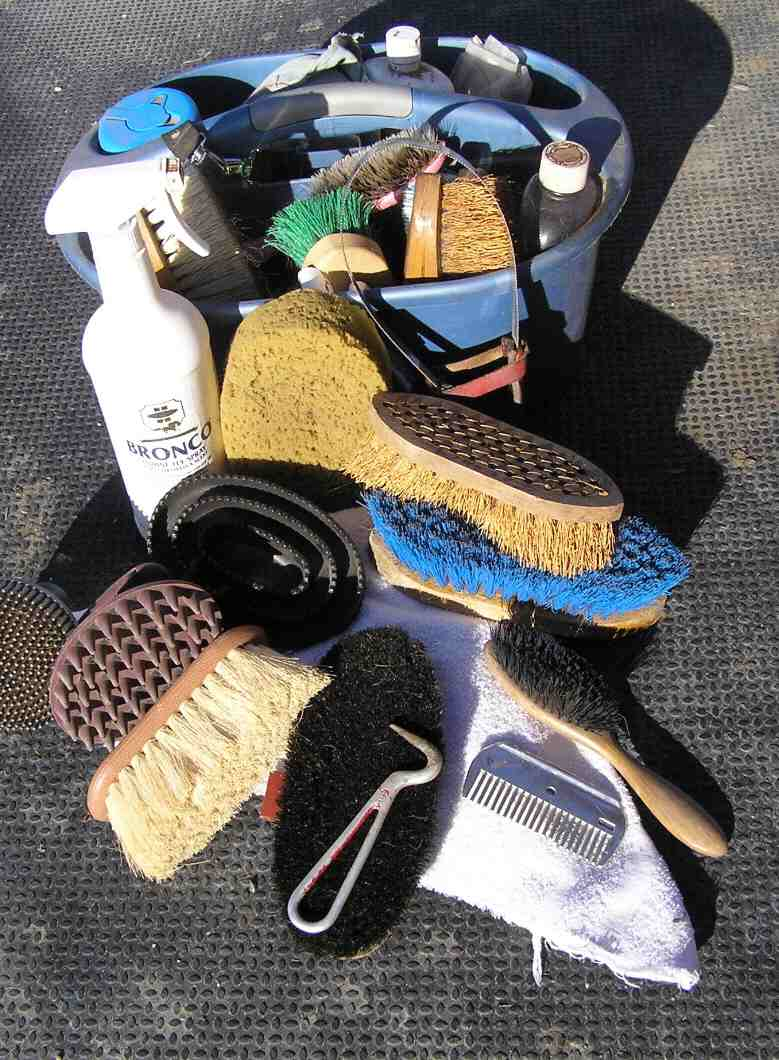
Grooming gereedschap
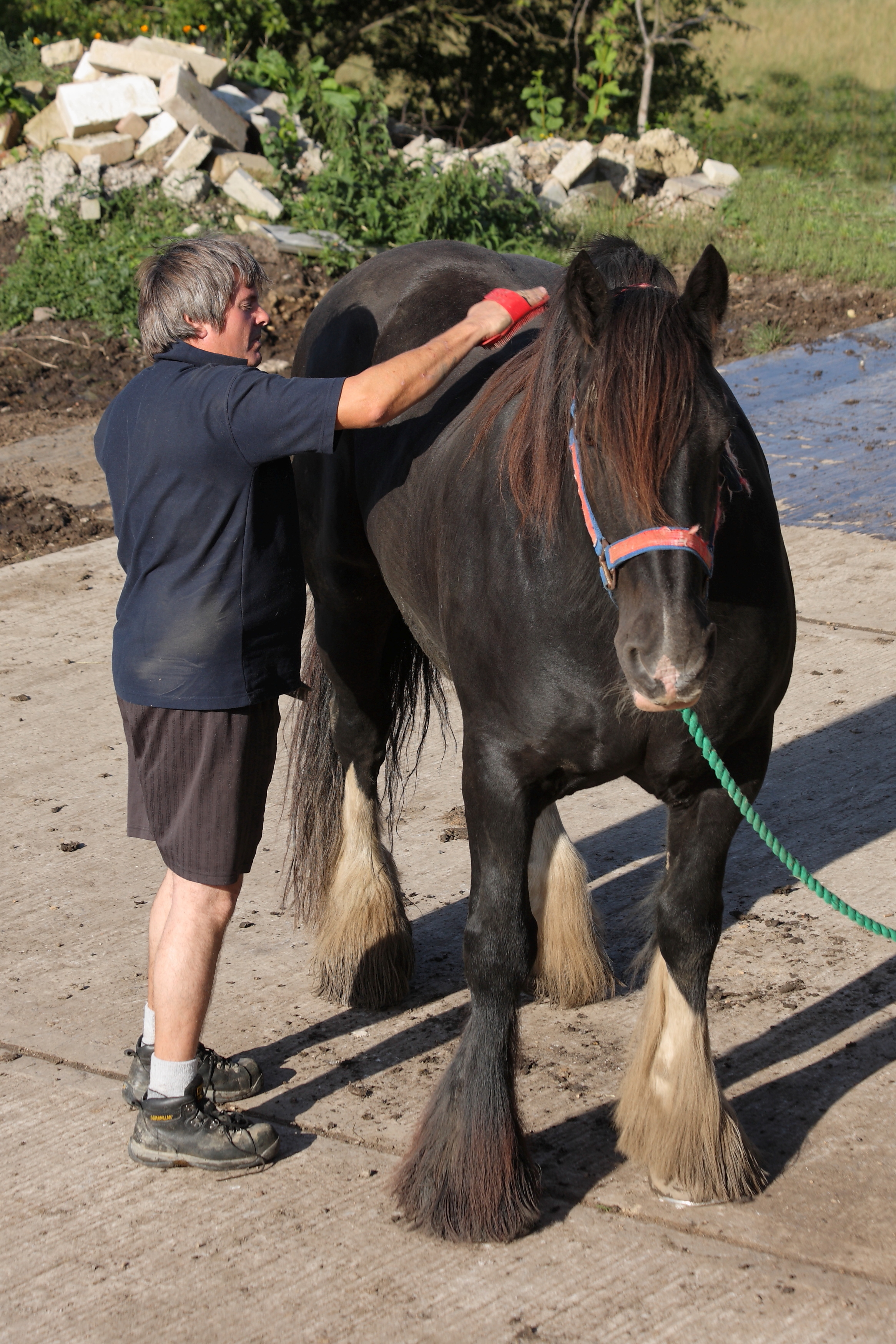
Poetsen of borstelen
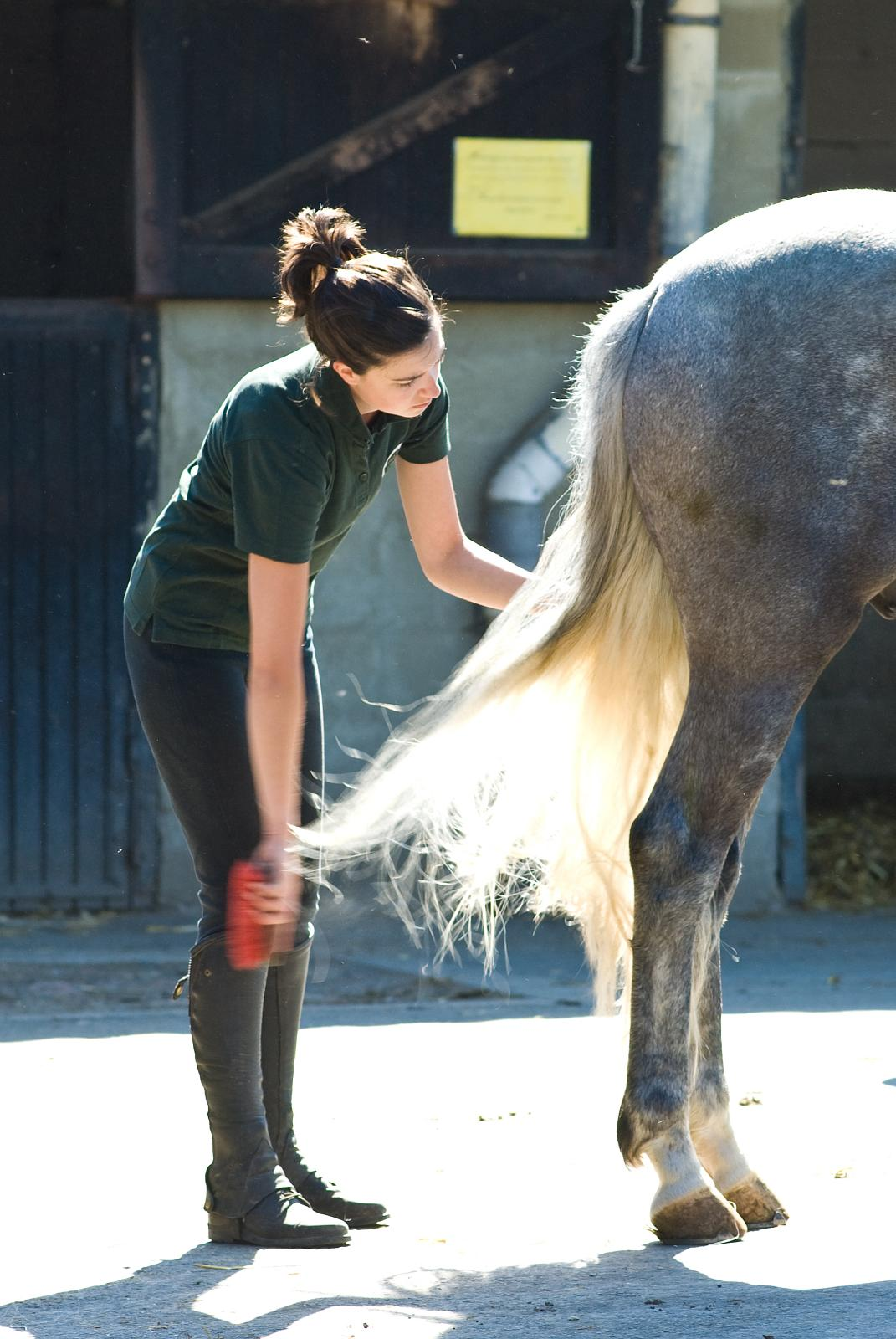
Staartverzorging
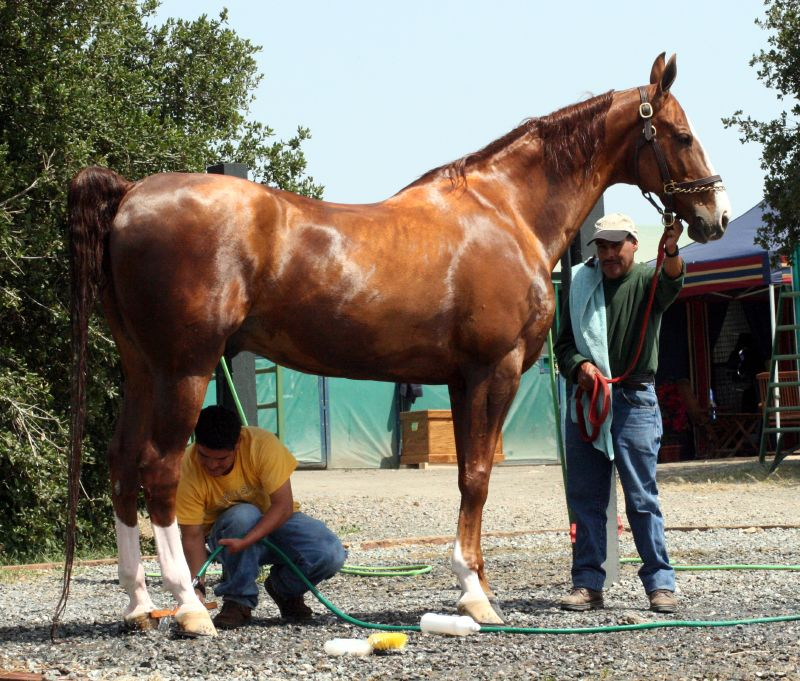
Wassen
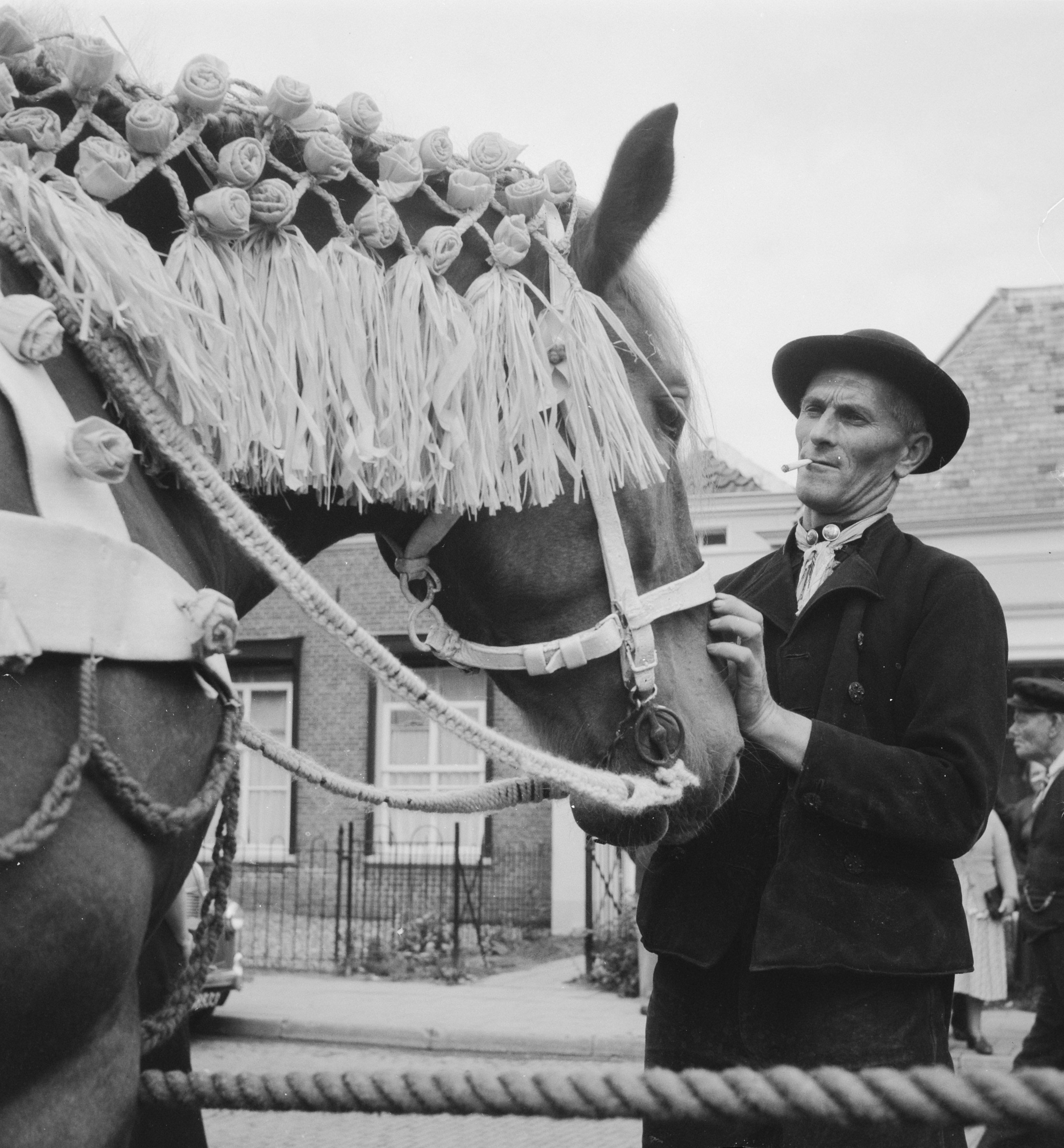
Manen invlechten